# Vairankode
 (mars 2024).
Vairankode, également orthographié Vairamkode, est un petit village situé dans le conseil du village de Thirunavaya de Tirur Taluk (subdivision d'un district ; groupe de plusieurs villages organisés à des fins fiscales) dans le district de Malappuram, au Kerala. Il est connu pour le temple Sree Vairankode Bhagavathi, l'un des temples Bhagavathi les plus anciens et les plus populaires du Kerala. Le village et le temple sont situés sur la route Pattarnadakkavu - BP Angadi. La gare ferroviaire la plus proche est Tirur et l'aéroport international de Kozhikode est le plus proche.,,,

## Vairankode Vela

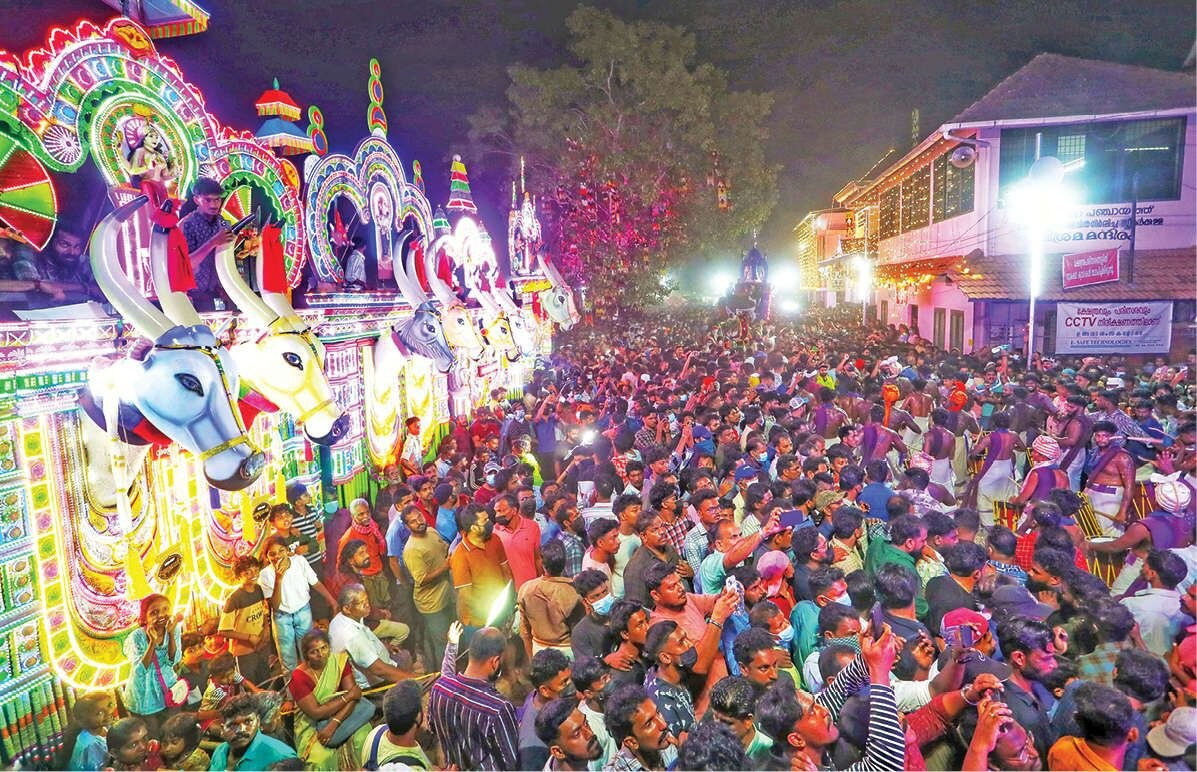

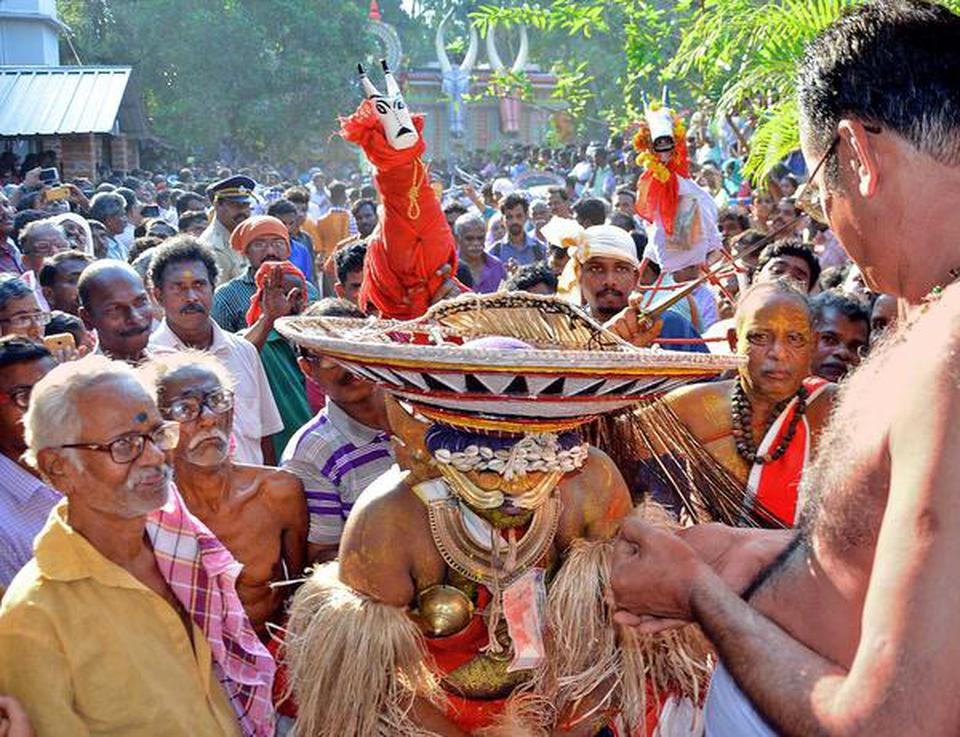
vairankode vela